# Gory Vysokie
Die Gory Vysokie (englische Transkription von russisch Горы Высокие Gory Wysokije, deutsch ‚Hohe Berge‘) sind eine Gruppe von Nunatakkern im ostantarktischen Mac-Robertson-Land. In den Prince Charles Mountains ragen sie unmittelbar nordöstlich des Mount Menzies auf. 
Russische Wissenschaftler benannten sie deskriptiv.